# 狭軌
狭軌（きょうき、英: Narrow gauge ナローゲージ）とは、鉄道における線路のレール間隔をあらわす軌間が、標準軌の1,435 mm（4フィート8+1⁄2インチ）未満のものを指す。軽便鉄道も参照。

## 概要

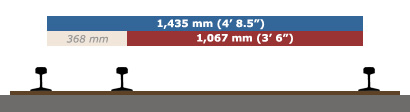
標準軌（青）と狭軌（赤）の幅の比較

元々「狭軌」はより広い軌間に対する相対的な言い方であり、現在「標準軌」と呼ばれる4 ft8+1⁄2 in（1,435 mm）軌間も、イギリスで1846年に勅裁された「鉄道のゲージ規制に関する法律」ができる前は、2 m以上あるブルネルの軌間に比べて狭く「標準」ではなかったため、法律が適用される以前はもちろん、適用後の1850年代頃までは狭軌と呼ばれていた。1870年頃においても、現在の標準軌を狭軌と呼ぶことが残っていたと言われる。
現在でも旧大英帝国領（植民地）等の3 ft6 in（1,067 mm）軌間を使用する地域では、その地域でこれよりも広い軌間が存在しないため、これを狭軌と呼ばずに標準軌と呼ぶことがある。これは1,000 mm軌間（メーターゲージ）についても同様である。このような事情により、今日では「1,000 mm未満は確実に狭軌」とみなされているが、これ以上は状況によっては狭軌に入れない場合もある。

### 日本国内での呼び方
日本の場合、かつての鉄道省や日本国有鉄道（国鉄）の軌間は1,067 mmが標準であったためこれを「狭軌」と呼ぶことは少なく、新幹線やいくつかの私鉄で使用されている1,435 mm軌間（標準軌）の方を誤って「広軌」と呼ぶ人が多かったという 。国鉄の中で買収・国有化路線の中に存在した762 mm（2フィート6インチ）軌間の路線（ナローゲージ）については特殊狭軌線と呼称され、同じく日本の私鉄でも、三岐鉄道北勢線や四日市あすなろう鉄道などの現存する該当路線に対して、同様の呼び方をする。
なお、特殊狭軌線と軽便鉄道は混同されやすいが、特殊狭軌線は軌間が762 mmの線路を意味し、軽便鉄道は軽便鉄道法に従って敷設された鉄道という意味である。軽便鉄道法もまた軌間を762 mm以上と定めているため、軽便鉄道の大半は特殊狭軌線ではあるが、西大寺鉄道（914 mm）や新宮軽便鉄道（1,435 mm）などの例もあり、必ずしも一致するものではない。

### 狭軌の特性と採用されやすい場所
意図的に狭い軌間を選択する鉄道は、元々機関車さえもない時代の人力や家畜動力のトロッコのような路線から生まれた。こうした鉄道で使用される車両はホイールベースや軌間が小さくても不安定ではなく、むしろ急カーブ（障害物を避けられるのでトンネルなどの施設費用を抑えられる）を曲がりやすくなって好都合であったため、機関車が開発されてからも鉱山鉄道や、線路施設が簡易的なもので済むことから木材の伐採が終わったら線路を移動しなくてはならない森林鉄道に採用例が多い。
また、枕木および砂利などの道床にかかるコストも最低限軌間分の幅が必要となるため、標準軌であれば「1,435mm+レールの厚み」の枕木が必要となるところ、狭軌であればそれだけ短縮でき、より低規格かつ低コストの路線を作ることが可能である。そのため第一次世界大戦時には、同盟国と連合国の双方とも前線（en:front line）での輸送用に狭軌の鉄道を盛んに建設した。第一次世界戦後（en:Aftermath of World War I）のヨーロッパでは、その資材を流用した狭軌鉄道が一時流行した。

## 歴史

### 人力による運搬

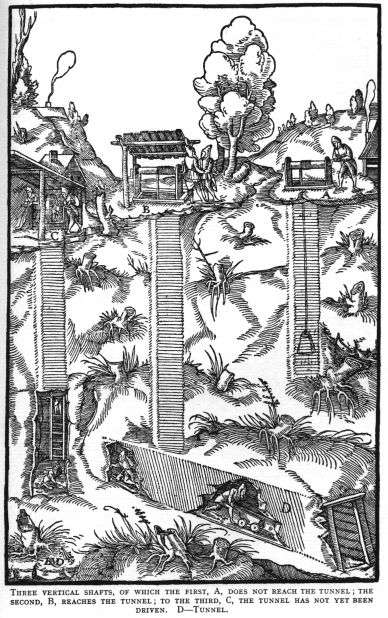
De re metallicaの木版画より。鉱山内に人力の鉄道が描かれている

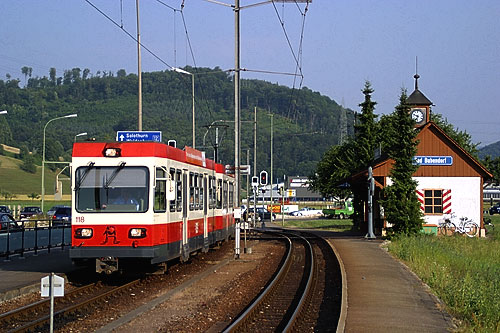
750 mm軌間の鉄道であるヴァルデンブルク鉄道バッド・ブベンドルフ駅に停車中の列車

初めて記録された鉄道は、ゲオルク・アグリーコラの1556年作 「デ・レ・メタリカ」（日本語で「金属について」）に登場している。この書籍に登場する鉄道は、ボヘミアの鉱山にあり、軌間は約2フィート（約610mm）であった。16世紀、鉄道は主にヨーロッパ中の鉱山で手押しされた狭軌の線路に限られていた。17世紀、鉱山鉄道は地上への輸送を提供するために拡張された。これらの路線は鉱山を近くの輸送ポイント（通常は運河または他の水路）に接続する工業用であった。これらの鉄道は通常、開発元の鉱山鉄道と同じ軌間で建設された。

### 蒸気機関車の導入
1802年にリチャード・トレビシックによってコールブルックデールカンパニーのため製造された世界初の蒸気機関車は、914mm軌間のプレートウェイを走行した。商業的に初めての蒸気機関車は、1812年に製造されたマシュー・マレーのサラマンカで、リーズにあるミドルトン鉄道（軌間1245 mm）で利用された。サラマンカは初めてのラック式鉄道の機関車でもあった。1820年代と1830年代、イギリスの多くの産業向けの狭軌鉄道が蒸気機関車を使用していた。1842年、イギリス国外で初めての狭軌の蒸気機関車がベルギーにあるアントワープ - ゲント鉄道（軌間1100 mm）で製造された。旅客輸送用の狭軌鉄道で蒸気機関車が初めて使用されたのは1865年で、フェスティニオグ鉄道が、旅客輸送のために導入した。

### 工業のための狭軌の鉄道
多くの狭軌鉄道は工業企業の一部であり、一般輸送ではなく、主に専用鉄道として機能していた。これらの産業用狭軌鉄道の一般的な用途には、採掘、伐採、建設、トンネル掘削、採石、および農産物の運搬が含まれている。狭軌による広範囲のネットワークが世界の多くの地域で構築された。19世紀の森林伐採作業では、製材所から市場に丸太を輸送するために狭軌の鉄道がよく使われていた。キューバ、フィジー、ジャワ、フィリピン、オーストラリアクイーンズランド州では、現在も重要なサトウキビ鉄道が運行されており、トンネルの建設には狭軌の鉄道が一般的に使用されている。

### 内燃機関車の導入
狭軌の機関車の動力に内燃機関を初めて使用したのは1902年であった。フランシス・クロード・ブレイクは、イギリスのロンドンリッチモンド・アポン・テムズ区モートレイクにあるリッチモンドメイン下水道委員会の下水プラント用に7馬力のガソリン機関車を製造した。この機関車の軌間は838 mmであり、3気筒ガソリンエンジンを搭載していた。

### 第一次世界大戦以降
第一次世界大戦では、広範な狭軌の鉄道システムが両陣の最前線の塹壕戦に貢献した。それらは短期間の軍事用途であり、戦後、余剰設備はヨーロッパの狭軌鉄道の建設に小さなブームをもたらした。

## 利点と欠点

### 利点
狭軌の鉄道は通常、小さい客車や機関車（小さい車両限界）、小さい橋やトンネル（小さい建築限界）、および、急曲線を使用しているため、建設費用が少なくなる。狭軌は、技術的に大幅に節約できる可能性のある山岳地帯でよく使用されるほか、経済的に成り立つための潜在的な需要の低い人口の少ない地域でも使用される。これは不毛の大地のため人口密度が低く、標準軌の鉄道の運行が厳しいオーストラリアの一部と南部アフリカにほとんどの場合当てはまる。
伐採、鉱業、または大規模な建設プロジェクト（特に、英仏海峡トンネルなどの限られたスペース）のような短期間の使用後に撤去される仮設鉄道の場合、狭軌の鉄道は大幅にコストが安く容易に設置・撤去することができる。しかし、そのような鉄道は、現代のトラックの性能の向上によりほとんど姿を消した。
多くの国では、建設コストが低いため、狭軌の鉄道が支線として建設され、標準軌の鉄道に乗り換えてきた。多くの場合、狭軌か標準軌かの鉄道の選択ではなく、狭軌の鉄道か敷設しないかの間で選択であった。

### 欠点とその改良

#### 互換性
狭軌の鉄道は、鉄道車両（客車など）を標準軌または広軌の鉄道にそのまま乗り入れることはできない。また、旅客と貨物の移動には、旅客の乗り換えや、貨物の積み替えが必要となる。石炭、鉱石、砂利などの一部のバルク商品は機械的に積み替えることができるが、この方法だと時間がかかり、積み替えに必要な設備の維持に手間がかかる。
鉄道網内に異なる軌間がある場合、ピーク需要時に異なる軌間の区域を超えて車両を移動させることができないので、必要な場所に車両を移動することは困難となる。狭軌の鉄道のピーク需要を満たすために十分な車両が利用可能である必要があり、需要が少ない期間には余剰設備となりキャッシュフローを生成しない。狭軌が鉄道網のごく一部を形成している地域では（かつてのロシアのサハリン地方の鉄道のように）、狭軌の設備の設計、製造、または輸入には追加の費用が必要となる。
互換性の問題に対する解決策には、輪軸あるいは台車の交換、ロールボック、軌間可変、デュアルゲージ、または改軌がある。

#### 高速化の困難さ
歴史的に、多くの狭軌の鉄道は、安くて早く建設することを優先するために低水準で建設された。その結果、多くの狭軌鉄道は、重量化または高速化の制約を受けることがよくある。例として、急カーブが使われるため、最大許容速度が制限される。日本では、田沢湖線、奥羽本線の一部の在来線（軌間1067 mm）を標準軌のミニ新幹線に改軌し、標準軌の新幹線が直通するようにした。ただし、路線の形状により、最大速度は元の狭軌の路線と同じである。日本の提案するスーパー特急のように、狭軌の線路が高水準に建設されている場合、この問題を最小限に抑えることができる。
狭軌の線路が潜在的な成長を考慮して（または標準軌と同じ基準で）設計されている場合、将来の成長に対する障害は他の軌間と同様になる。低水準で建設された路線の場合、線路を再調整してカーブを緩やかにし、踏切の数を減らし、車体傾斜式車両を導入することで、速度を上げることができる。

## 高水準化した狭軌の鉄道

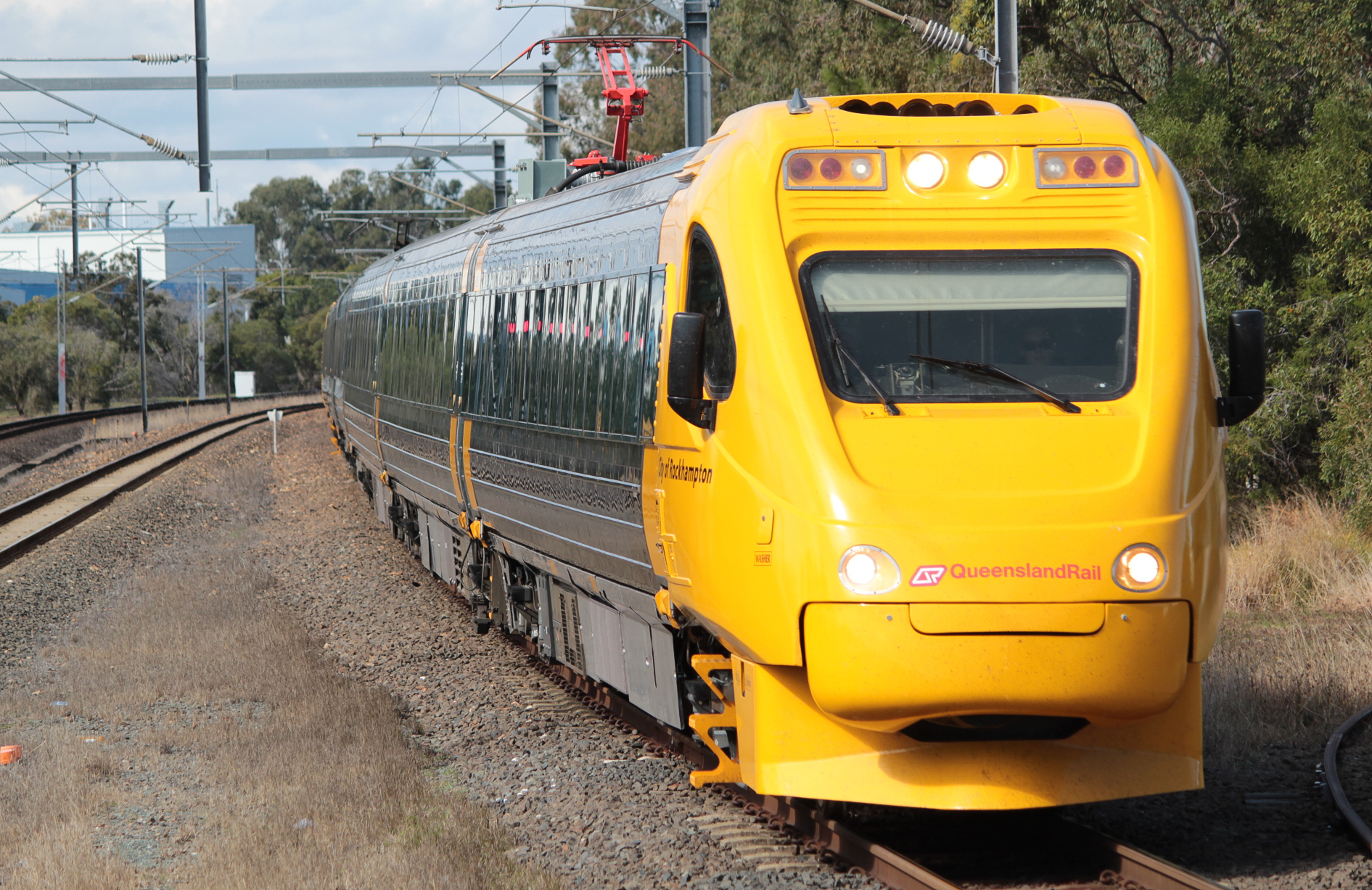
クイーンズランド州の車体傾斜式電車。オーストラリアクイーンズランド州の鉄道網は軌間1067 mmの鉄道で構成されている

オーストラリアクイーンズランド州、南アフリカ、およびニュージーランドの1067 mm軌間の鉄道は、線路が標準軌の水準と同じ基準に合わせて建設された場合、標準軌の線路とほぼ同じ性能が可能であることを示している。200両編成の列車が南アフリカの鉄鉱石線で運行され、高速ティルト列車がオーストラリアクイーンズランド州で運行されている。もう1つの例は、ブラジルのヴィトーリア・ミナス鉄道である。1000 mm軌間で、100ポンド超のレール（100 lb/ydまたは49.6 kg/m）を敷設している。この路線には、4000馬力（3000 kW）の機関車と200両以上の貨車を連結した列車が運行している。南アフリカとニュージーランドでは、車両限界は制約されたイギリスの車両限界と類似している。ニュージーランドでは、イギリスのレールマーク2の車両が新しい台車で再構築され、トランツ・シーニック（ウェリントン-パーマストンノース）、トランツ・メトロ（ウェリントン-マスタートン）、トランス・デヴ・オークランド（オークランド郊外）で使用されている。

### 最速の列車
狭軌では安定性が低下することは、その列車が広軌と同じくらいの速度で走ることができないことを意味する。たとえば、標準軌の線路のカーブが時速145 kmまで走行できる場合、狭軌の同じカーブは時速130 kmまでの速度しか走行できない。
ただし、19世紀半ば（1865年）の時点でもノルウェーの1067㎜軌間で最高時速56㎞ほど（標準軌のイギリスでも当時のローカル線はこの程度）の走行が可能であると分かっており、さらに狭軌でも20世紀前半では朝鮮鉄道の黄海線（762㎜軌間）で1935年から最高時速70kmの列車を走らせている など、蒸気機関車時代でもこれより広軌のローカル路線と比べてもそこまで変わらないケースもあった。
日本とオーストラリアのクイーンズランド州では、最近の路線改良により、軌間1067mmの線路で、時速160 kmを超えることができた。クイーンズランド鉄道の車体傾斜式電車は、オーストラリアで最速の電車であり、世界最速の1067 mm軌間の列車で、時速210 kmの記録を樹立した。1067 mm軌間の線路での速度記録は、1978年に南アフリカ共和国で記録された時速245 kmである。
設計速度が時速137 kmの610 mm軌間の鉄道車両が、オタヴィ鉱山鉄道会社のために製造された。

## 狭軌の主な軌間と採用国の傾向

### 主な軌間
- 381mm（15インチ）
- 508mm（20インチ）
- 597mm
- 600mm
- 610mm（24インチ=2フィート）
- 750mm
- 762mm（30インチ=2フィート6インチ）「ニブロク」・「特殊狭軌」
- 800mm
- 914mm（3フィート）
- 1000mm「メーターゲージ」
- 1050mm
- 1067mm（3フィート6インチ）「三六軌間」・「サブロク」
- 1372mm（4フィート6インチ）「馬車軌間」

このうち幹線鉄道に用いられるのは914mm以上のもので、英語では「medium gauge　ミディアム・ゲージ」とも呼ばれる。

### 採用国の傾向
イギリスから鉄道技術を導入した国々（日本も含む）では1067mmが主に用いられ、フランスなどのヨーロッパ大陸諸国の影響下の国では1000mmが、アメリカ合衆国の影響下にあった国では914mmが用いられる傾向にある。
なお、営業用として運行される鉄道で最も狭いゲージは381mm（15インチ）で、イギリスのロムニー・ハイス&ディムチャーチ鉄道が有名である。日本の静岡県伊豆市修善寺にある虹の郷には、この鉄道と同規格の車両による園内路線が敷設・運行されている。

## 914mm（3フィート）
914 mm（3フィート）はアメリカ大陸でよく見られる軌間で、「American Narrow アメリカンナロー」とも呼ばれる。
日本では、北陸地方や九州地方などで見られた。後に両備バスとなった岡山県の西大寺鉄道が廃止されて以来、普通鉄道・軌道としては日本に存在しないが、青森県の青函トンネル記念館にあるケーブルカーの青函トンネル竜飛斜坑線で営業用として使用されている。東京ディズニーランドにかつて存在した路面電車のアトラクションである「ジョリートロリー」やかつて存在したテーマパーク「ウェスタン村」の村内鉄道アトラクション「ウェスタン村鉄道」でも使用されていた。

## 1067mm（3フィート6インチ・「三六軌間」）
イギリス帝国の植民地で広く用いられたことから「British imperial gauge（イギリス帝国軌間）」という呼称も存在した。特にケープ植民地（後の南アフリカ）で用いられたことから「Cape gauge」と呼ばれるほか、この軌間を最初に用いたノルウェー人カール・アブラハム・ピルのイニシャルにちなんで「CAP gauge」あるいは「Kapspur」（ドイツ語：CがKに書き換えられている）とも呼ばれる。
後述するように、日本で多く用いられている軌間はこの1067mm、3フィート6インチである。日本国内では「三六軌間」と呼ばれている（「三六」は3フィート6インチから）。→#日本の三六軌間

### 世界で1067mm、3フィート6インチを用いた国々・地域
1067mmの軌間を採用したことのある国・地域、現在もしている国・地域の例は以下の通り。
- アフリカ
  - コンゴ民主共和国
  - ザンビア
  - タンザニア
    - タンザン鉄道

  - モザンビーク
  - ジンバブエ
  - ボツワナ
  - マラウイ
  - アンゴラ
  - ナミビア
  - エスワティニ
  - 南アフリカ共和国 - メートル法の採用時に軌間を1065mmと定めているが、実質は同じである
  - スーダン
  - 南スーダン
  - ナイジェリア
  - ガーナ
- オセアニア
  - オーストラリア
    - クイーンズランド州
    - 西オーストラリア州
    - 南オーストラリア州
    - タスマニア州

  - ニュージーランド
- 南アメリカ
  - コスタリカ
  - エクアドル
  - ハイチ
- 北アメリカ
  - アメリカ合衆国
  - 
    - サンフランシスコのケーブルカー
    - ロサンゼルス鉄道- ロサンゼルスの市街電車（1963年全廃）
    - デンバー軌道 - デンバーの市街電車（1950年廃止）

  - カナダ
    - ニューファンドランド島内のカナディアン・ナショナル鉄道（1988年廃止）
- アジア
  - フィリピン
    - フィリピン国鉄

  - インドネシア（ジャカルタ・ライトレールを除く）
  - 台湾
    - 台湾鉄路管理局

  - 香港（市街電車のみ）
  - 中華人民共和国
    - 繁昌県の桃沖鉱山

  - 日本
    - 詳細は#日本の狭軌を参照

なおノルウェーやスウェーデンでは19世紀に1067mm軌間の鉄道網が作られたが、後に1435mmへ改軌された。

## 1372mm（4フィート6インチ・「馬車軌間」）

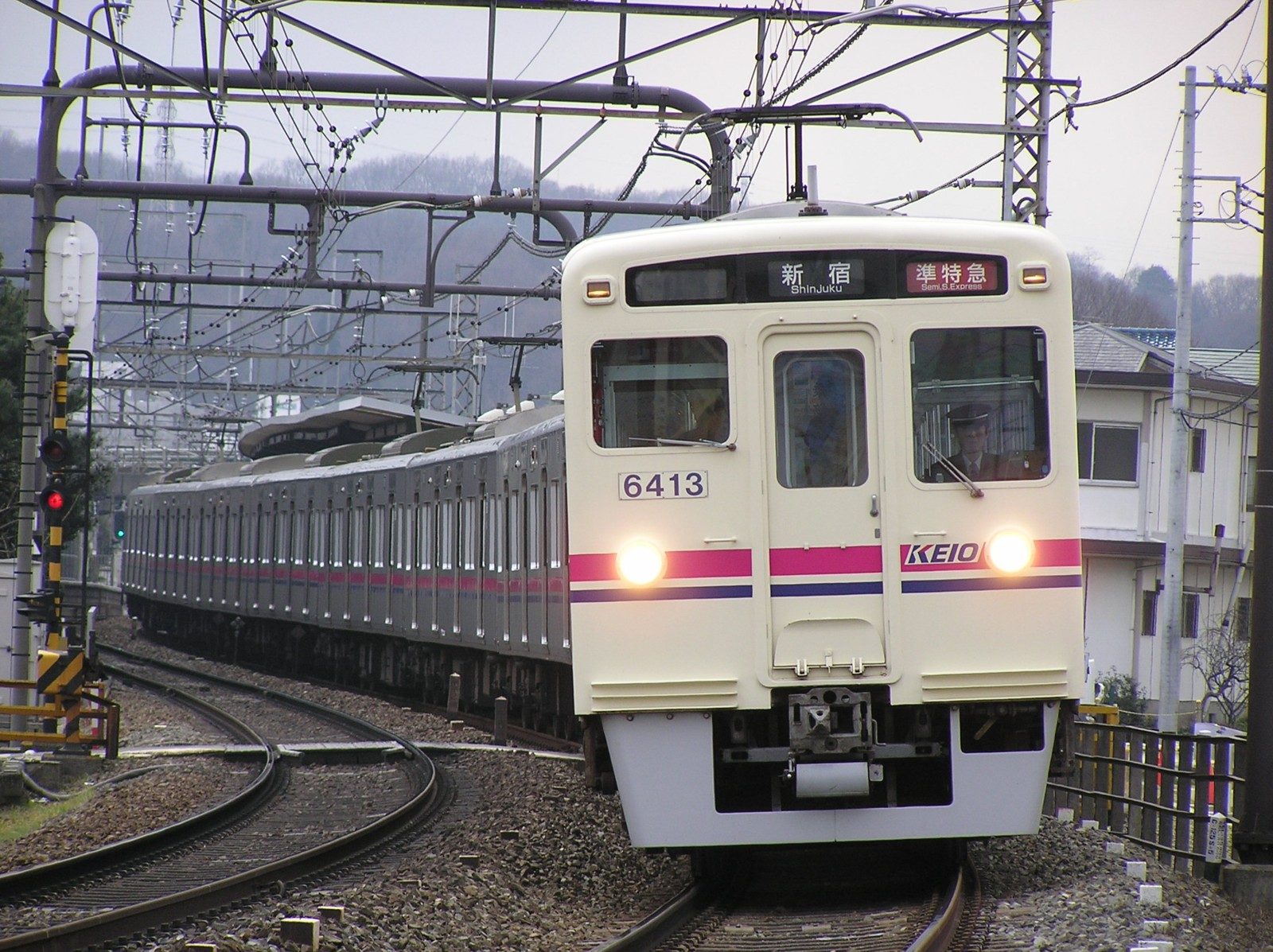
1,372mm軌間の京王線

1,372 mm（4フィート6インチ）軌間は、かつてスコットランドの一部で採用されていた ため、英語ではスコッチ・ゲージ（Scotch gauge）と呼ばれる。
日本では東京とその周辺で一時広く採用されたのに対し、日本国内のみならず世界的に見ても、東京（とその周辺）以外での使用例がきわめて少ないことから、これを東京ゲージと呼ぶ鉄道史家もいる。
日本国内ではその出自から「馬車軌間」とも呼ばれ、標準軌・旧国鉄採用軌間とも違うことや日本で使用された線区の特殊性から、日本では「偏軌」・「変則軌道」とも言われる。 →#日本国内の1372mm

## 欧州の狭軌
- スイスの鉄道会社レーティッシュ鉄道の全線がメーターゲージ(1,000 mm (3 ft 3+3⁄8 in))である。
- ドイツ(旧東ドイツ)の鉄道会社ハルツ狭軌鉄道の保有する4路線のうち、以下の3路線がメーターゲージである。
  - ブロッケン鉄道（英語版） - ブロッケン駅（英語版）(ブロッケン山山頂の近く。標高1,125mと、ドイツ最高地点の駅。)からドライ・アネン・ホーネ（英語版）間19km(最大勾配33パーミル)。
  - ハルツ鉄道（英語版） - ヴェルニゲローデ(ブロッケン山麓の街。ドイツ鉄道乗換駅。) - ドライ・アネン・ホーネ（英語版） - ノルトハウゼン(ドイツ鉄道乗換駅。)間61km。
  - 南ハルツ鉄道（英語版） - ノルトハウゼン(ドイツ鉄道乗換駅。) - ノルトハイム(ドイツ鉄道乗換駅。ハノーファーより89km。)間69km。

## 日本の狭軌

### 日本の三六軌間

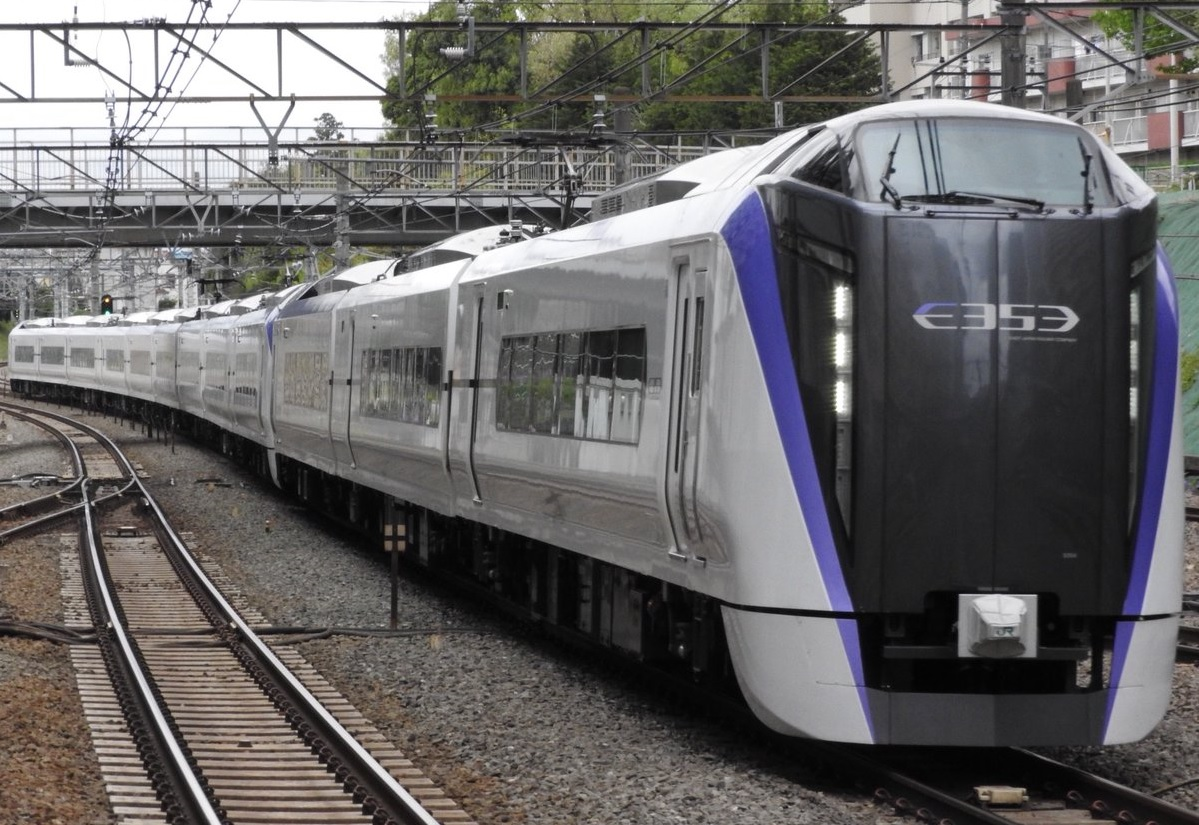
1,067mm軌間のJR在来線（写真はJR東日本の中央線）

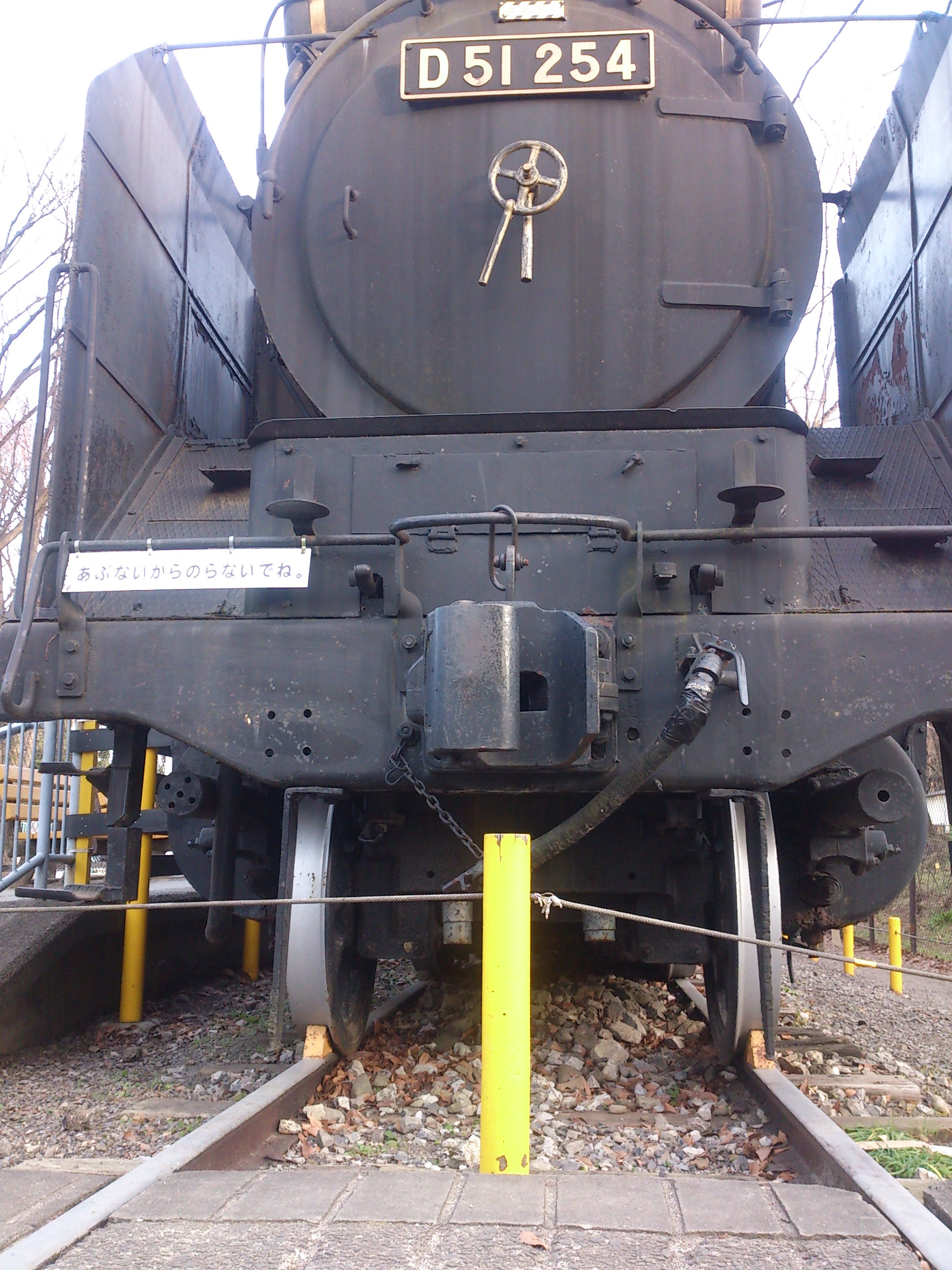
1,067mm軌間と蒸気機関車。杉並児童交通公園のD51

日本で3ft6in軌間（三六軌間）を選択した理由について、「イギリスから植民地扱いされていた」「山が多いから急曲線に強い」という説がしばしば提唱されるが両説とも穴がある。
前者は標準軌であるイギリス本土においても、1860年代後半から1870年代初頭にかけて新規路線に限らず既存路線も狭軌化した方が経済的という説が提唱されており、フェアリー式関節式機関車の開発者であるロバート・フランシス・フェアリーは1870年9月の英国学術協会の会合で「西海岸本線のLNWRの路線を4ft8in軌間から3ft軌間にしても同じ貨物輸送が可能で車両を小型化できる分コストは半分に抑えられる。」という説を上げている。
後者についても、日本の路線は急曲線・急勾配どころかむしろ緩やかで、1929年（昭和4年）の線路等級制定以前は本線は一律半径300 m以上・勾配は25 ‰以下（等級制定後の甲線と同じ）であり、同じ軌間のノルウェーと南アフリカの最小半径が150 mと100 mだが、日本の場合はこれはのちに制定された線路等級で認められた一番程度が低い簡易線（本線半径160 m以上）以下になる。また、当初導入された機関車もノルウェー・クイーンズランド州（オーストラリア）・ニュージーランド・インドの3ft6in軌間の路線では動輪直径が3ftほどなのに対し、日本は4ftから4ft6inと大きく（機関車自体も大きい）、先従輪が付いていても固定でホイールベースが長いことからも急曲線通過のために狭軌採用ではないことが読み取れる。
もっとも、以上の数値は鉄道需要が先進国を上回るようになり設定された数値である。明治 33 年制定の建設規程では半径いかほどの曲線を通過しうべきかについては明示していなかったが、線路の最小曲線半径が 200 フィート (61ｍ。テッサに附帯の曲線)以上とされているので、この程度の曲線を通過しうるものとされた。機関車は 18mm のスラックを有する半径100ｍの曲線が支障なく通過することが求められ、日本の最小曲線半径は緩やかどころか100m程度と小さい。9600形やD51を運用していた根室本線旧線では半径225.31m、181.05m、181.05m、最小179.04mの連続カーブが1966年の新線開業まで残っていた。
勾配に関しても当初は25 ‰を目安として40‰まで認められ、急勾配が輸送の隘路となると勾配を緩やかにするようになった経緯がある。
イギリスもゲージ法で1,435mmが「標準」になり一時他の軌間敷設が認められなくなったが、日本では1900年（明治33年）の私設鉄道法第40条に「軌間は特例を除き三尺六寸に限る」と明記されていた ため、国鉄だけではなく私鉄も含めてこれに定められた1,067 mm軌間が日本の標準になったが、軌道法は軌間制限が特になかったため、特に近畿地方の私鉄ではこれを拡大解釈して標準軌の専用軌道を敷設した路線がいくつもあったほか、東京でも馬車鉄道から開業した東京馬車鉄道（現在の東京都電車）などは1,372 mm軌間（後述）であった。その後、軌間以外も規制が厳しすぎたことで私鉄が作られなくなったため、1910年に基準の緩い軽便鉄道法が施行され、これやこの後継に当たる地方鉄道法（1919年）では異なる軌間を認めていたため、下限の762 mm軌間（多数）から標準軌の1,435 mm軌間（新宮軽便鉄道や塩江温泉鉄道など）までのさまざまな軌間が建設されている。
なお、国鉄では鉄道院時代に後藤新平総裁の指示で島安次郎らによって標準軌への改軌の技術的な検討もされたが、改軌は狭くするのは容易だが広くするのは難しく、島自身もなるべく改軌中のゲージ分断による悪影響が出ないように配慮するなどの具体案を研究したものの、膨大な経費の壁は政党間の政争の具となり、1919年に原内閣によって路線網を広げる方を優先（建主改従）、幹線の輸送力増大は狭軌のまま補強（強度狭軌）するとされ、ここで改軌の根は完全に絶たれた（日本の改軌論争も参照）。また、この前後期に日本が支配していた現在の台湾では、当時の日本国政府により鉄道網の構築が台湾の近代化において最重要施策とされ、狭軌による鉄道網が構築された。現在でも在来線は狭軌のまま運用され有効に活用されている。
その後、未完に終わったが既存路線と無関係に敷設される弾丸列車計画においては車両限界や軸重などのしがらみもなく、南満州鉄道（満鉄）などのような大きな車両限界を持った標準軌で建設される予定で、この流れを汲んだ戦後の新幹線計画は国鉄初となる標準軌で建設された。
日本で1,067mm軌間を採用する主な路線は次の通り。
- JRグループ/日本国有鉄道および旧国鉄・JR在来路線を転換した第三セクター鉄道（新幹線・博多南線・上越線越後湯沢駅 - ガーラ湯沢駅間およびミニ新幹線を除く）
- 東京地下鉄（銀座線、丸ノ内線を除く）
- 札幌市交通事業振興公社（札幌市電）
- 仙台市交通局（南北線）
- 関東鉄道
- 京王電鉄（井の頭線）
- 東急電鉄（世田谷線を除く）
- 小田急電鉄
- 江ノ島電鉄
- 小田急箱根（小田原駅 - 箱根湯本駅間）
- 西武鉄道
- 東武鉄道
- 秩父鉄道
- 相模鉄道
- 東京都交通局（三田線）
- 東京臨海高速鉄道（りんかい線）
- 首都圏新都市鉄道（つくばエクスプレス線）
- 名古屋鉄道
- 名古屋市交通局（鶴舞線、桜通線、上飯田線）
- 名古屋臨海高速鉄道（あおなみ線）
- 京阪電気鉄道（鋼索線）
- 南海電気鉄道
- 泉北高速鉄道
- 近畿日本鉄道（南大阪線系統、生駒鋼索線）
- 伊賀鉄道
- 養老鉄道
- 西日本鉄道（貝塚線）
- 豊橋鉄道
- 愛知環状鉄道
- 静岡鉄道
- 富士山麓電気鉄道
- 伊豆急行
- 伊豆箱根鉄道
- 遠州鉄道
- 大井川鐵道
- 天竜浜名湖鉄道
- 長良川鉄道
- 明知鉄道
- 樽見鉄道
- 伊勢鉄道
- 三岐鉄道（三岐線）
- 上信電鉄
- 上毛電鉄
- 上田電鉄
- 長野電鉄
- えちぜん鉄道
- 福井鉄道
- 北陸鉄道
- 富山地方鉄道
- 弘南鉄道
- 津軽鉄道
- 水間鉄道
- 神戸電鉄
- 福岡市交通局（七隈線を除く）
- ケーブルカー（小田急箱根鋼索線、十国峠十国鋼索線、鞍馬山鋼索鉄道、能勢電鉄妙見の森ケーブルを除く）
- 岡山電気軌道
- 一畑電車
- 伊予鉄道
- 土佐電気鉄道
- 島原鉄道
- 熊本電気鉄道
- 近江鉄道
- 宇都宮ライトレール（宇都宮芳賀ライトレール線）

### 日本の特殊狭軌線

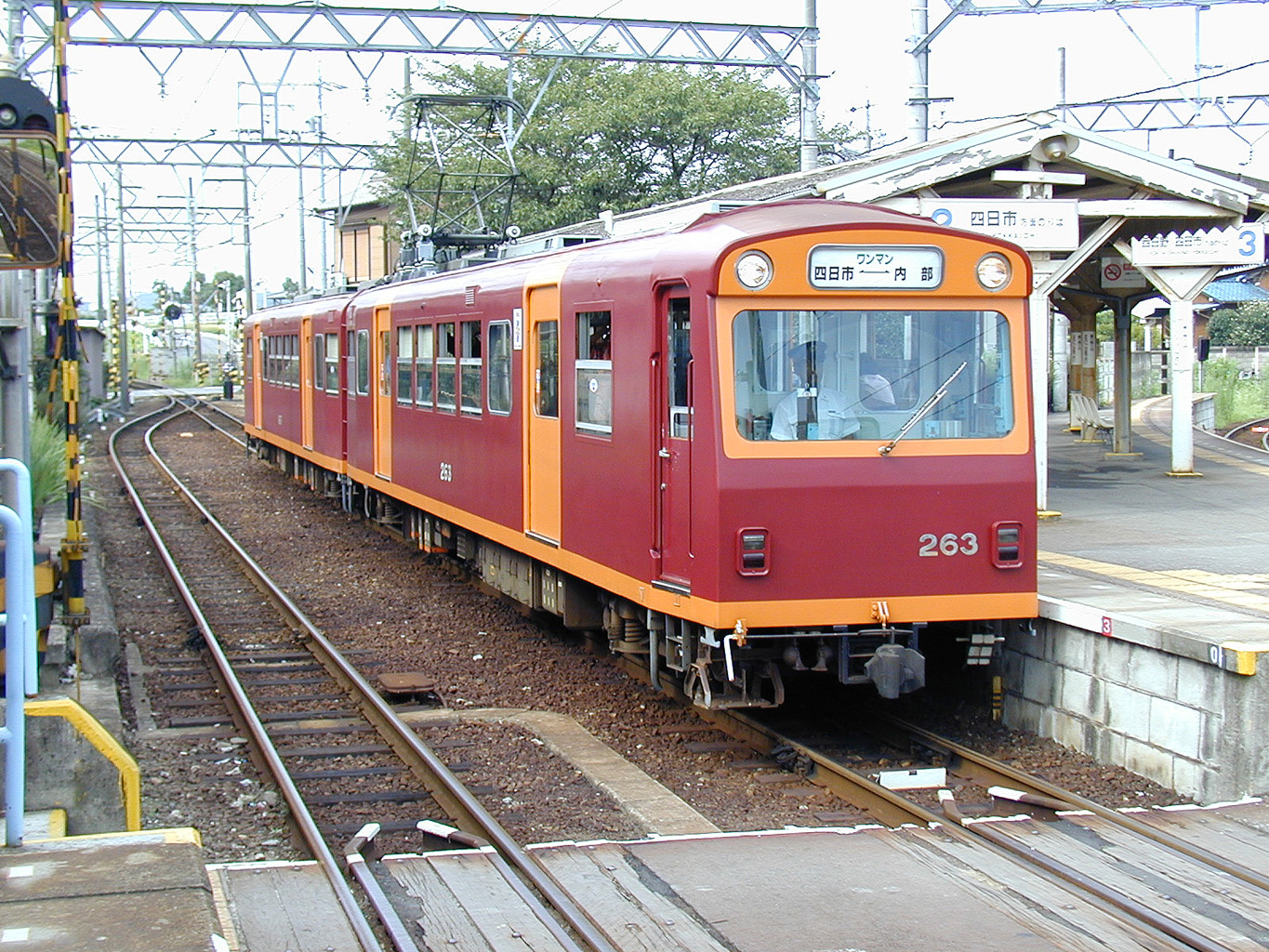
762 mm軌間の内部・八王子線

日本で1,067 mm未満の軌間を採用している路線で、現存するものには次のものがある。
- 普通鉄道線
  - 四日市あすなろう鉄道内部線（762 mm、2015年4月1日に近畿日本鉄道から移管）
  - 四日市あすなろう鉄道八王子線（762 mm、2015年4月1日に近畿日本鉄道から移管）
  - 三岐鉄道北勢線（762 mm、2003年4月1日に近畿日本鉄道から移管）
  - 黒部峡谷鉄道本線 (762 mm)

- 鉄道事業法適用外の狭軌線
  - ディズニーシー・エレクトリック・レールウェイ（762 mm[注 10]）
  - ウエスタンリバー鉄道（762mm[注 11]）

- 工事用軌道・森林軌道・専用軌道
  - 安房森林軌道 (762 mm)
  - 小口川軌道 (762 mm)
  - 日本製鉄関西製鉄所尼崎地区 (762 mm)
  - 国土交通省立山砂防工事専用軌道 (610 mm)
  - 釧路コールマイン (610 mm)

かつて存在した路線は非常に多く、第二次世界大戦中に不要不急線として廃止されたもの、1960年代前後に道路交通の整備により役目を終えて廃止されたものがある。なお、国鉄に存在した特殊狭軌線については国鉄の特殊狭軌線を参照。
- 旧日本陸軍鉄道連隊 (600 mm) 、後の新京成電鉄新京成線、現在の京成松戸線（1946年に1,067 mm、1953年に1,372 mm、1959年に1,435 mm〈標準軌〉へ改軌）および陸上自衛隊第101建設隊（1960年に1,067 mmへ改軌、1966年に廃止）
- 根室拓殖鉄道（762 mm、1959年廃止）
- 浜中町営軌道（762 mm、1972年廃止）
- 鶴居村営軌道（762 mm、1968年廃止）
- 歌登町営軌道（762 mm、1971年廃止）
- 花巻電鉄（762 mm、1969年廃止）
- 釜石鉱山鉄道（838 mm→762 mm、1965年廃止）
- 仙北鉄道（762 mm、1968年廃止）
- 仙台鉄道（762 mm、1960年廃止）
- 磐梯急行電鉄（762 mm、1969年廃止）
- 西武山口線（762 mm、1985年廃止、AGT転換）
- 湘南軌道（762 mm、1937年廃止）
- 九十九里鉄道（762 mm、1961年廃止）
- 越後交通栃尾線（762 mm、1975年廃止）
- 頸城鉄道線（762 mm、1971年廃止）
- 草津軽便鉄道（後の草軽電気鉄道。762 mm、1961年廃止）
- 尾小屋鉄道（762 mm、1977年廃止）
- 坂川鉄道（762 mm、 1944年廃止）
- 静岡鉄道駿遠線（762 mm、1970年廃止）
- 遠州鉄道奥山線（762 mm、1964年廃止）
- 三重電気鉄道松阪線（762 mm、1964年廃止）
- 三重電気鉄道湯の山線（後の近鉄湯の山線。762 mm、1964年に1,435 mm〈標準軌〉へ改軌）
- 安濃鉄道（762 mm、1972年廃止）
- 中勢鉄道（大日本軌道伊勢支社。762 mm、1943年廃止）
- 阪堺鉄道（後の南海本線の一部。838 mm、1897年に1,067 mmへ改軌）
- 赤穂鉄道（762 mm、1951年廃止）
- 西大寺鉄道（914 mm、1962年廃止）
- 下津井電鉄（762 mm、1990年廃止）
- 井笠鉄道（762 mm、1971年廃止）
- 鞆鉄道（762 mm、1954年廃止）
- 朝倉軌道（914 mm、1940年廃止）
- 日本鉱業佐賀関鉄道（762 mm、1963年廃止）
- 沖縄県営鉄道（762 mm、1945年運行停止）
- 沖縄軌道（762 mm、1945年運行停止）

日本国内の鉱山や、工事現場で使用された手押しトロッコの軌間は主に610 mmと508 mmであり、機関車を用いた工事用軌道は610 mmと762 mmが多い。

### 日本における狭軌の保存鉄道
- 千葉県成田市にある成田ゆめ牧場において、狭軌鉄道 (610mm) の保存が行われている。
- 762mm軌間のものは石川県小松市に尾小屋鉄道の動態保存があるほか、森林鉄道など全国で数か所の動態保存がある。詳細は軽便鉄道を参照。